# Bad Tina
Bad Tina es el octavo episodio de la segunda temporada de Bob's Burgers. Fue transmitido por la cadena Fox el 13 de mayo de 2012.

## Argumento
Tina se hace amiga de una chica nueva llamada Tammy en la escuela, pero ésta resulta ser una pésima influencia en ella. Por otro lado, Bob se obsesiona con las palmaditas que aprendió de un espectáculo de palmadas, cuando él y Linda fueron. 
- Datos: Q4840451